# Трактор (присілок)
Тра́ктор (рос. Трактор) — присілок в Можгинському районі Удмуртії, Росія.
Урбаноніми:
- вулиці — Нова, Удмуртська, Центральна, Шкільна

## Населення
Населення — 281 особа (2010; 314 в 2002).
Національний склад станом на 2002 рік:
- удмурти — 100 %